# Castianeira memnonia
Castianeira memnonia is een spinnensoort uit de familie van de loopspinnen (Corinnidae).
De wetenschappelijke naam van de soort werd in 1841 als Corinna memnonia gepubliceerd door Carl Ludwig Koch.